# Bygdeå tingslag
Bygdeå tingslag var ett tingslag i mellersta Västerbotten. 
Tingslaget uppgick 1902 i Nysätra tingslag efter att delar uppgått redan 1834. Tingslaget hörde till 1820 till Västerbottens södra kontrakts domsaga, mellan 1820 och 1852 till Västerbottens norra domsaga' och från 1852 till Västerbottens mellersta domsaga.

## Socknar
Bygdeå tingslag omfattade följande socknar: 
- Bygdeå socken

Överfördes 1834 till Nysätra tingslag
- Nysätra socken